# Río Ortiz Basualdo
El río Ortiz Basualdo es un pequeño curso de agua de unos cuatro kilómetros de longitud, ubicado dentro del parque nacional Nahuel Huapi en el departamento Los Lagos, provincia del Neuquén, Argentina.
Nace como emisario del lago Ortiz Basualdo y desemboca en el lago Los Cántaros.
El río está rodeado por un exuberante selva valdiviana, caracterizada por una gran variedad de especies vegetales. Situado muy cerca de la frontera con Chile, se encuentra en una zona de alta precipitación.

## Toponimia
El nombre del río proviene del lago homónimo que recuerda a Luis Ortiz Basualdo, que junto con otras personas fueron los primeros en llegar a sus orillas.